# One (píseň, Swedish House Mafia)
One je singl švédského housového hudebního uskupení Swedish House Mafia. Poprvé byla vydána ve Švédsku 6. června 2010. Verze písně se zpěvem amerického zpěváka Pharrella Williamse byla pojmenována One (Your Name) a vydána ve Velké Británii 25. července 2010.
Singl debutoval na rádiu BBC Radio 1 ve večerní hudební show DJe Zane Lowe 22. dubna 2010. O měsíc později zahrál i zpívanou verzi. Píseň dosáhla první pozice v Nizozemí, druhé v Belgii a v žebříčku UK Dance. V České republice se umístila na 4. místě.

## Autoři a producenti
Píseň byla napsána a produkována členy uskupení: Axwellem, Stevem Angellem a Sebastianem Ingrossem. Text písně napsal zpěvák Pharrellem Williamsem. Podle Angella byl zpěv nahrán v Austrálii rok před tím, než byla skladba vydána a původně měl být použit pro jinou píseň.

## Hitparáda
| Země           | Umístění |
| -------------- | -------- |
| Irsko          | 7        |
| Německo        | 41       |
| Kanada         | 88       |
| Slovensko      | 4        |
| Francie        | 16       |
| Švédsko        | 11       |
| Česko          | 4        |
| Velká Británie | 7        |